# 吉米·塔特羅
吉米·塔特羅（英語：Jimmy Tatro；1992年2月16日—）是一位美國演員、作家和喜劇演員。他在youtube上擁有自己的頻道。